# ストレート・スルー・プロセッシング
ストレート・スルー・プロセッシング（英: Straight Through Processing, STP）とは、証券市場において発注・売買成立から決済に至るまでの過程を、人手を介さず電子的に行うことをいう。
STP未導入の時点では、機関投資家の証券取引には電話・ファクスなどが介在し、コンピュータシステムへの情報の二重入力も発生しているため、事務コストがかさんでいるが、STP導入により費用を低減することが可能になる。
また、取引から決済までの過程が複雑かつ人手を介することを一因として、米国や日本などでは、決済はT+3処理で行われている。これは、約定日を含め4営業日後に決済が行われることを指す。STPの導入によりT+1（翌日決済）が可能になり、決済までの間に取引相手が倒産することによる決済リスクを低減することが可能になるとされた。
2001年のITバブル崩壊などの事情により、国際的な業界全体でのSTP化の取り組みは事実上棚上げになった状況であるが、STPの導入は次第に進んでおり、日本ではその一部を担うシステムとして、証券保管振替機構の運用する決済照合システムが稼働している。